# ІншаМузика
ІншаМузика — український лейбл альтернативної музики, створений восени 2006 року продюсером Владом Ляшенком та режисером Віктором Придуваловим.

## Історія заснування
Виникнення лейблу значною мірою пов'язане з Владом Ляшенко, котрий почав фахово займатися неформатними напрямками опісля діяльності на посаді виконавчого директора української філії міжнародного фестивалю Global Battle Of The Bands (2004) у фінал відбіркового туру від країни котрого вийшов колектив «Оркестр Янки Козир». Також Ляшенко був артдиректором найбільшого у столиці клубу «Бінго», безперервно влаштовуючи концептуальні концертні програми. Паралельно займався продюсуванням двох, на його думку, найбільш цікавих команд альт-металу — «ТОЛ» та «АННА».
Згодом за його ініціативи і було відкрито видавничий лейбл «Інша музика», аби довести що некомерційна, «не форматна», музика може бути конкурентно спроможною. Діяльність, протягом тривалого часу, здійснювалась попри майже повну відсутність альтернативних мас-медіа за винятком телеканалу «Ентер».

## Діяльність лейблу

### Концертна
За 6 років існування організовано близько 200 концертів, котрі відвідали не менше 50 000 глядачів. В концертах і фестивалях лейблу брали участь близько 500 українських груп. Власний фестиваль «ІншаМузика Festival» проводиться один раз на 5 років. Останній фест був в 2011 році. У 2016 році лейбл зустрів своє десятиріччя у київському клубу Бінго.

## Релізи в Україні

### CD
- ТОЛ — «Синдром бажання» 2006,
- ТОЛ — «Утопия» 2007,
- SNUFF — Дефиниция Свободы, 2007
- Ексклюзивна збірка актуальної української альтернативи «Ре: еволюція» 2008
- АННА — Карматреш, 2008
- Dollheads — Dollheads, 2008
- SHEcrIES — 4 Vivisected Souls, 2008
- Pins — Мандрівник, 2008
- The ВЙО — ganja, 2008
- Pictures Inside Me — Обреченный Жить, 2009
- KNOB feat Seine — Пальне, 2009
- Merva — Bardo, 2009
- Jim Jams — Serdce, 2009
- ТОЛ — Клей. МО (EP), 2009
- ТонкаяКраснаяНить — Саундтрек Моей Жизни, 2009
- ПНД — 2 аккорда, 2010
- Мегамасс — Сверхърельеф, 2010
- АННА — Срібна змія 2010
- ТонкаяКраснаяНить — Второе Я, 2011
- Void — Все также медленно, 2011
- Stoned Jesus — Seven Thunders Roar, 2012
- Мегамасс — Его Величество Удар, 2012

### DVD
- АННА feat. ТОЛ — КАРМА. ТРЕШ. ТУР, 2009
- ТОЛ — ДетоНація, 2009